# Туматауенга

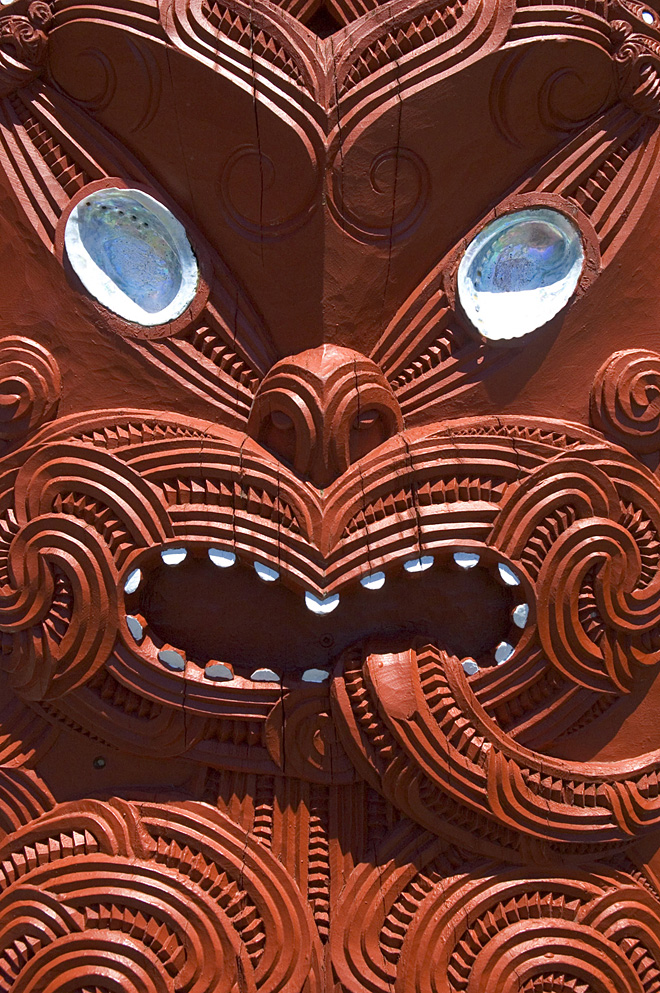
Зображення бога Туматауенга.

Туматауенга (маор. Tūmatauenga або Ту (маор. Tū) — в міфології полінезійського народу маорі покровитель війни, син Рангі (батька-неба) і Папи (матері-землі). Користувався особливою повагою у місцевих жителів.
Туматауенга згадується в легенді маорі про створення світу. У ній він пропонував вбити Рангі й Папу, які були туго зв'язані один з одним, перебуваючи в тісних обіймах і тримаючи в темряві між своїми тілами всіх своїх нащадків. Однак його брати відхилили цю ідею і вирішили просто роз'єднати своїх батьків (цій ідеї противився тільки бог вітру Тафіріматеа). Єдиним богом, якому вдалося розлучити Рангі й Папа, був покровитель лісів і птахів Тане. Тафіріматеа, дуже розсердившись на дії своїх братів, згодом зміг помститися всім божествам, крім Туматауенги, якому вдалося втихомирити розлюченого бога. Останній, своєю чергою, образився на інших братів, які не допомогли йому в боротьбі з Тафіріматеа. Тому Туматауенга також вирішує покарати їх.
Першим богом, якому він помстився, став Тані. Туматауенга, зібравши листя капустяного дерева, сплів з них сильця, які потім розвісив по всьому лісу. Внаслідок цього птахи, які були дітьми Тане, втратили можливість вільно літати. Потім Туматауенга покарав Тангароа: він сплів з льону сіті, які закинув в океан і якими витягнув на берег дітей бога моря. Не оминув стороною Туматауенга і своїх братів Ронго і Хауміа-тікетіке, що сховалися в землі. Він зробив мотику і сплів кошик. Викопавши із землі всі рослини з їстівними коренеплодами, Туматауенга склав їх у кошик, а потім поклав на сонці, де всі вони засохли. Єдиним братом, якого не зміг зловити Туматауенга, був Тафіріматеа, бог вітру, чиї шторми й урагани атакують донині людей (це його відплата за те, що брати роз'єднали Рангі й Папу) (Grey 1971:7-10).
Попри те, що Рангі й Папа не мали людського вигляду, Туматауенга і його брати були схожі на людей. Згідно з уявленнями маорі, саме від Туматауенги бере свій початок все людство (Grey 1956:8-11, Tregear 1891:540).
Дії бога війни стали, так би мовити, прообразом людської діяльності: оскільки Туматауенга переміг своїх братів, то люди, за умови виконання спеціальних ритуалів, тепер можуть вбивати і їсти птахів (дітей Тане), ловити рибу (дітей Тангароа), культивувати й поїдати різні рослини (дітей Ронго і Хауміа-тікетіке) і взагалі розпоряджатися земними ресурсами.
Туматауенга був також покровителем війни. Тому перед великим боєм або, коли дитині визначали майбутню роль воїна, завжди зверталися по допомогу до цього бога. Тіло воїна, який першим упав у битві, як правило, приносили в жертву Туматауенга. Серед інших божеств-покровителів війни — Кахукура, Мару і Уенуку (Orbell 1998:185-186). В наші дні сучасна Армія Нової Зеландії відома мовою маорі як «Нгаті Тауматауенга» — «плем'я Тауматауенги».

## Імена та прізвиська
Після перемог над своїми братами Туматауенга, або Ту, отримав багато прізвиськ (Grey 1956:9):
- Ту-ка-Рірі (злий Ту);
- Ту-ка-нгуха (Ту-лютий воїн);
- Ту-каї-Тава (Ту-знищувач армій);
- Ту-факахеке-тангата (Ту, що знижує в ранзі людей високого становища);
- Ту-мату-фаїті (лукавий Ту);
- Ту-мату-венга (Ту зі злим обличчям).